# Скоропис-Йолтуховський Олександр Філаретович
Олекса́ндр Філаре́тович Скоро́пис-Йолтухо́вський (10 липня 1880 Старо-Христище, Ольгопільського повіту (за іншою версією Миролюбівка) — 8 березня 1946 Темніковський ВТТ ГУЛАГу) — український громадський, політичний та державний діяч, публіцист, автор розвідок на економічні та політичні теми.
У роки Першої світової війни — провідний діяч Союзу Визволення України, за часів УНР — губернський комісар, а за Української Держави — губернський староста Холмщини та Підляшшя. В еміграції — один із засновників, ідеологів та провідних діячів гетьманського руху, співзасновник та член кураторії Українського наукового інституту в Берліні. Доклав чимало зусиль для становлення, розвитку та поглиблення українсько-німецьких відносин.
Відповідно до українського законодавства є борцем за незалежність України у ХХ столітті.

## Життєпис

### Ранні роки
Народився у 1880 році в родині Філарета Скоропис-Йолтуховського. Рід Йолтуховських гербу Корчак походив із барської околичної шляхти.

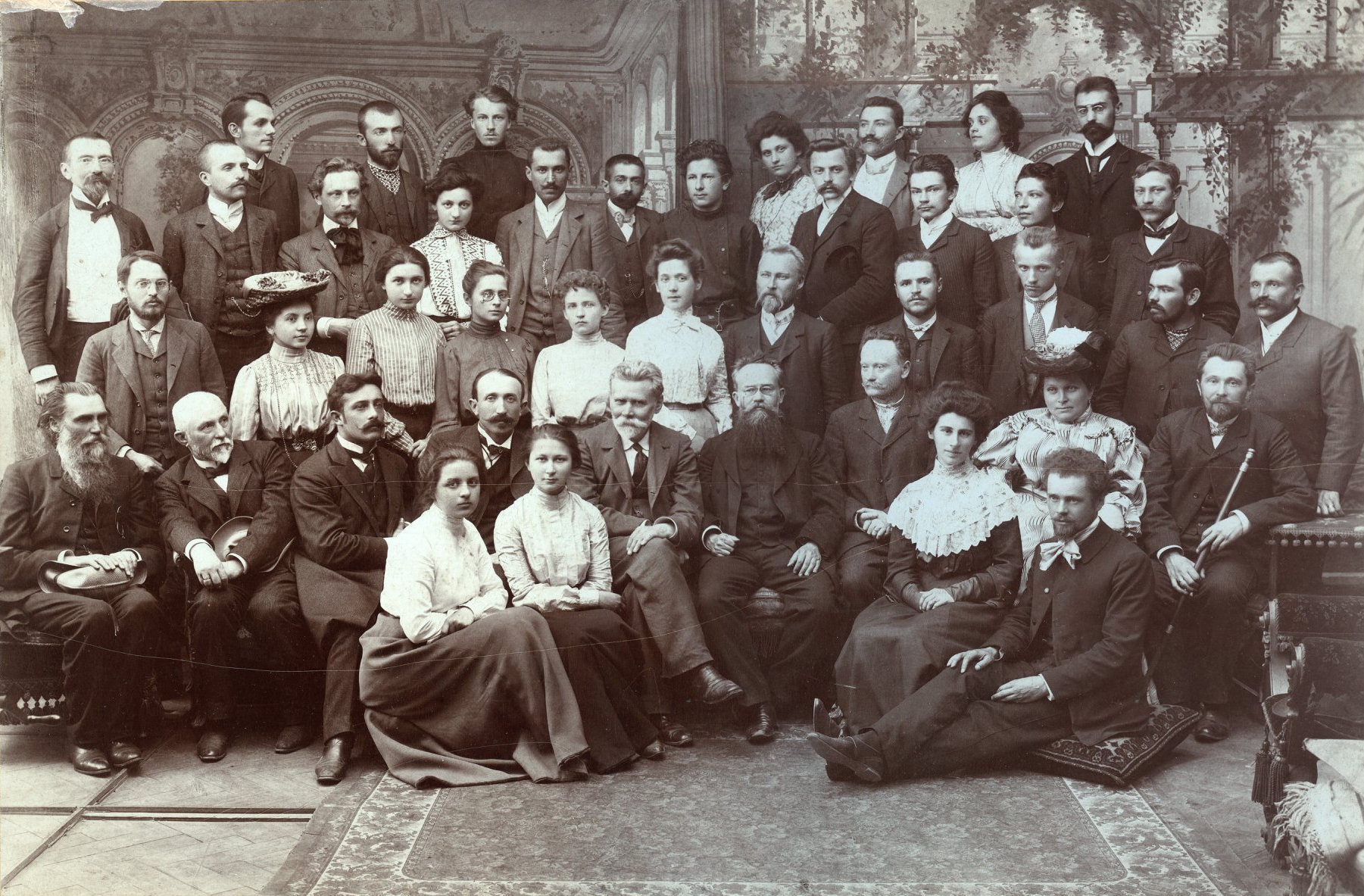
Викладачі та студенти Наукових курсів українознавства у Львові (організованих ТПУНЛШ), 5 липня 1904 р. Зліва направо: перший ряд (сидять): М. Дверницька, В. Чикаленківна, А. Трушева, І. Труш;
другий ряд (сидять): П. Рябков, Т. Ревакович, І. Брик, М. Ганкевич, Хв. Вовк, М. Грушевський, І. Франко, М. Грушевська, Вол. Гнатюк;
третій ряд (стоять): Вол. Дорошенко, М. Підлісецька (Мудракова), Г. Чикаленківна, К. Голицинська, О. Андрієвська, М. Липа, І. Липа, Ф. Шолудько, В. Панейко, Л. Сміщук, Л. Гарматій;
четвертий ряд (стоять): Вол. Лаврівський, Е. Голицинський, Юл. Бачинський, М. Крушельницька (Дроздовська), Дм. Дорошенко, Я. Грушкевич, Л. Чикаленко, Мих. Грушкевич, Ст. Дольницький, А. Хомик, М. Росткович;
п'ятий ряд (стоять): Юл. Ситник, Ол. Скоропис, Дм. Розов, Д. Старосольська (Шухевичівна), Вол. Загайкевич, Т. Єрми (п-ні Боднарова), Мих. Мочульський.

У 1902—1905 роках був членом української студентської громади у Києві та Революційної Української Партії, а у 1903 році, у зв'язку із переслідуваннями поліції, виїхав за кордон.
Перебуваючи у Львові, брав активну участь у роботі «Закордонного комітету» РУП, займався організацією видання та транспортування нелегальної літератури у Велику Україну. Наприкінці 1904 року він, разом із М. Меленевським, очолив групу членів РУП, які виступали проти політичної автономії України, заперечуючи самостійницькі гасла в українському соціал-демократичному русі. Обстоювання ними ідеї об'єднання з російською соціал-демократією призвело до розколу РУП у січні 1905 року, після чого Скоропис-Йолтуховський виступив одним із засновників та керівників Української соціал-демократичної «Спілки», яка входила до складу РСДРП на федеративних засадах. Тодішні свої погляди він обґрунтував у праці «Україна на переломі», що вийшла друком того ж року. Репресований царською владою за участь у несанкціонованих виборах до ІІ-ї Державної думи. У 1907 році його ув'язнено без суду на багатомісячний термін в одиночній камері, після чого він в адміністративному порядку засланий до Сибіру, але зумів звідти втекти і з 1908 року перебував в Австрії.

### Переосмислення політичних поглядів
На еміграції пройшов складний шлях переосмислення своїх політичних позицій в українському національно-визвольному русі. І якщо тривалий час Скоропис-Йолтуховський сповідував «автономістські» погляди, то вже у 1913 році він публікує роботу «Значення самостійності України для європейської рівноваги».
Перша світова війна застала Олександра Скорописа-Йолтуховського у Лозанні (Швейцарія), де він перебував на становищі політичного емігранта. Згодом приєднався до «Союзу Визволеня України» (СВУ) 9 серпня 1914 року у Львові), а 25 серпня за дорученням його проводу разом із М. Меленевським відбув до австрійської столиці для заснування віденської групи Союзу..
У вересні 1914 року був кооптований до президії (централі) СВУ. Невдовзі перший голова СВУ Дмитро Донцов вийшов з Союзу, мотивуючи це тим, що «Скоропис з Меленевським хотіли забезпечити собі неподільний вплив в Союзі», встановивши контакт з австрійськими урядовими чинниками, й перетворити СВУ у своєрідну австро-німецьку допоміжну організацію. Відтоді Скоропис-Йолтуховський отримав можливість впливати на прийняття всіх рішень, що торкалися діяльності СВУ, і фактично посів одне з центральних місць у президії.
У пошуках коштів, потрібних для діяльності Союзу, президія, значною мірою за наполяганням Скорописа-Йолтуховського, ухвалила рішення взяти «державну позику у союзників» (тобто — у Австрії і Німеччини), яку, на їх думку, мала повернути майбутня Українська держава. Відсутність прозорості в порядку фінансування організації призвела до витворення досить відчутної опозиції СВУ з боку значної кількості як емігрантів-наддніпрянців, так і галичан, а пізніше сформувала Скоропису-Йолтуховському стійкий імідж «німецького агента».
Намагався заручитися підтримкою парламентського представництва галичан, і зокрема голови Головної Української Ради Костя Левицького, проте не досяг бажаного результату. Під тиском Президії ГУР австрійський уряд навіть запропонував СВУ перенести свій осідок з Відня до Константинополя, однак не здійснив цього. Але вже на початку 1915 року тиск на СВУ поновився знову, причому австрійська влада погоджувалася не вживати обмежувальних заходів щодо СВУ за умови виконання ним вимог військово-політичного характеру. З огляду на їх неприйнятність Союз відповів рішучою відмовою. Попри таку непоступливість, президія СВУ і надалі залишалася у Відні, хоча й «мрії про провідну історичну ролю Австрії у відродженню самостійності Української Держави довелося СВУ здати в архів». На думку О. Скорописа-Йолтуховського, Міністерство закордонних справ Австро-Угорщини, внаслідок відсутності у ньому дійсних знавців української справи, не в змозі «піднятися до високого дійсно історичного погляду на будуччину Сходу, а в будуччині тій розглянути ясним оком великого політика майбутню ролю України».

### Співпраця з Німеччиною

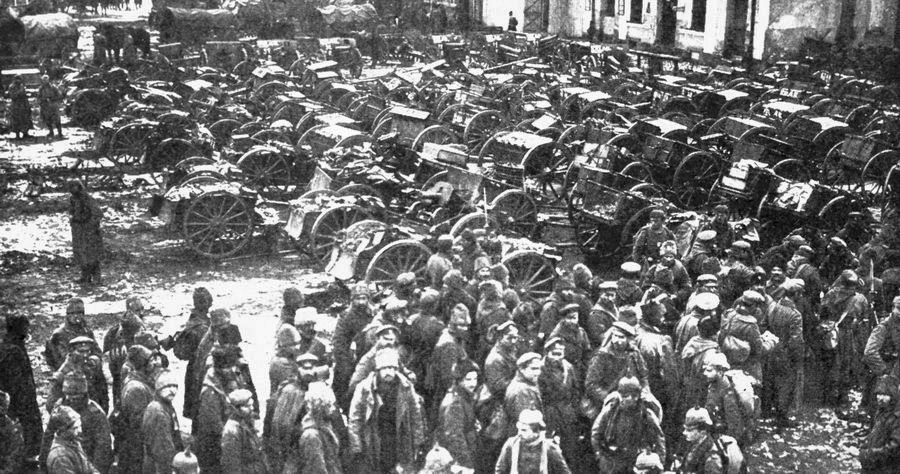
Полонені вояки російської армії

Натомість все більше вимальовувались перспективи співпраці СВУ з німецьким урядом, але ця співпраця мала дещо відмінний характер — «першим і головним завданням тут налагодження національної культурно-просвітної праці серед полонених Українців, а вже потім політична репрезентація ідеї суверенности України і агітація в цім напрямі серед німецького громадянства». Це сталося значною мірою завдяки наполегливим заходам О. Скорописа-Йолтуховського, який переконаний у конечній необхідності налагодження СВУ «безпосередніх зносин з Берліном». Проте широко розпочати діяльність у межах Німеччини Союзу вдалось лише завдяки сприяню з боку керівництва німецького «Товариства внутрішньої колонізації» — Фрідріха фон Шверіна та Еріха Койна, які, познайомившись з загальними напрямками роботи Союзу, погодились фінансувати його діяльність. На їх думку, «національне освідомлення українського народу і його висвобождення з-під московського ярма, актом справедливости і поступу в історії визволення народів, а разом із тим, це була би велика, політична користь для Німеччини. Без України не могла би Росія ніколи стати небезпечним сусідом для Німеччини».
Вже у кінці квітня 1915 року у Берліні засновано окреме представництво Союзу на чолі з членом Президії СВУ Олександром Скорописом-Йолтуховським і секретарем В. Козловським. За короткий час Скоропису-Йолтуховському вдалося зацікавити українськими справами впливових німецьких політиків і частину генералітету. Свідченням цього стало, зокрема, заснування в листопаді 1915 року у Мюнхені (з філією в Берліні) німецького товариства сприяння українським визвольним змаганням «Вільна Україна», членом якого міг стати кожний повнолітній громадянин Німеччини. Метою товариства ознайомлення німецького суспільства з українською історією, культурними надбаннями, політичною боротьбою українського народу й господарським значенням України для Німеччини. 23 лютого 1916 року у Мюнхені були проведені збори членів товариства, на яких із доповіддю виступив Скоропис-Йолтуховський. Доповідь пізніше лягла в основу окремих його політичних праць.

### Підтримка військовополонених
Забезпечивши собі фінансову та моральну підтримку німецьких військово-політичних кіл, СВУ отримав можливість активізувати свою діяльність серед полонених українців зі складу царської армії на теренах Німеччини. Олександр Скоропис-Йолтуховський брав найактивнішу участь у виокремленні українців із маси полонених інших національностей та доклав величезних зусиль до створення таборів полонених українців у Німеччині та Австро-Угорщині.

### Повернення в Україну

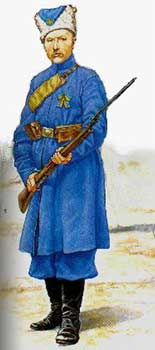
Вояк української дивізії Синьожупанників

Прибувши на початку 1918 року до України, активно включився у громадське життя. Наприкінці січня 1918 року його призначено уповноваженим Центральної Ради по формуванню українських військових частин із числа полонених українців на теренах Центральних держав. З наближенням більшовицьких військ до Києва керівництво УЦР відрядило його для переговорів із німецьким командуванням із метою організації негайного перевезення новосформованих українських відділів до столиці. Виконуючи це доручення, О. Скоропис-Йолтуховський із великими труднощами «вибрався з Києва пішки через Святошин до першої станції, з якої можна їхати залізницею на Ковель». На цій посаді багато зробив для організації українських дивізій Синьожупанників та Сірожупанників, але забезпечити надання військової допомоги УЦР для протидії більшовицькому наступу у лютому 1918 року Скоропис-Йолтуховський об'єктивно не мав жодної можливості.

### Холмський губернський комісар
На пропозицію голови Холмського губернського комітету О. Василенка, уряд УНР 1 березня 1918 року призначає О. Скорописа-Йолтуховського губернським комісаром УНР у Холмщині. Місцевий український часопис «Рідне слово» відгукнувся на це наступним чином:
«Українське правительство, іменуючи п. Скорописа-Йолтуховського комісаром нашого краю мало на увазі дотеперешні його заслуги для Української справи взагалі, а зосібно для нашого краю, зі становищем якого він якнайкраще ознайомлений».

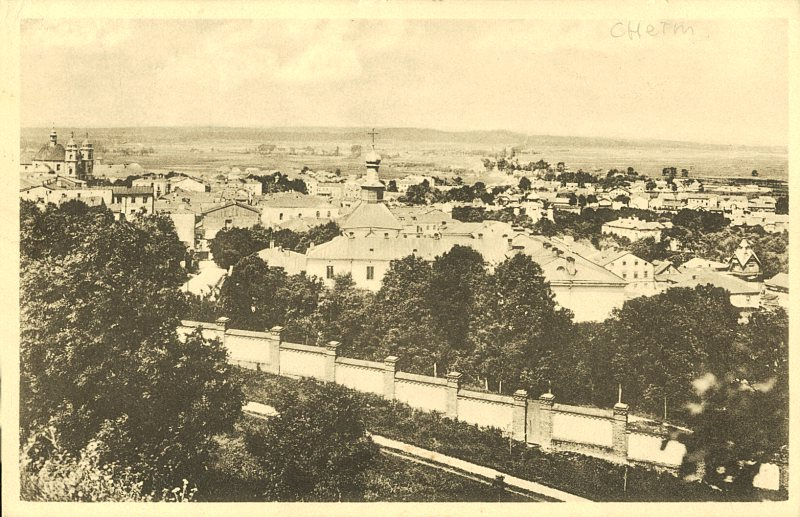
Холм на початку ХХ століття

Найбільшу увагу на посаді приділяв розвитку українського шкільництва, дбав про працевлаштування вчителів тих шкіл, які в силу різних причин позбувалися роботи..

### Таємні переговори з німцями

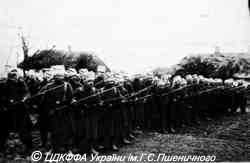
Українська дивізія Синьожупанників, сформована Скорописом-Йолтуховським

Після звільнення від більшовицьких військ Києва О. Скоропис-Йолтуховський деякий час залишається в столиці, бо саме тоді тривали його активні консультації з німецькою окупаційною владою в Україні (йому пропонували стати диктатором (Гетьманом), який мав би обійняти всю повноту влади в країні). Такі настрої, як відомо, були обумовлені тим, що УЦР у цей час практично втратила будь-які важелі впливу на перебіг суспільно-політичних процесів в УНР, а відтак не могла ефективно виконувати свої зобов'язання перед Центральними державами.
Проте Олександр Скоропис-Йолтуховський відразу від самого початку відмовився від цієї пропозиції, бо через свою репутацію «німецького агента» він ясно розумів, що його у цій якості не сприйматиме значна частина українського громадянства. На думку Скорописа-Йолтуховського, людиною, яка могла би сформувати та очолити новий консервативний український уряд, міг би бути Євген Чикаленко. Зрештою, під його впливом останній врешті-решт дав свою попередню згоду стати главою уряду, але за умови, що він як майбутній прем'єр матиме «справу лише з німцями, а австріяки повинні вибиратися з України».
Вочевидь, ця умова була неприйнятною ані для німецької, ані для австрійської сторін, що обумовило продовження переговорного процесу представників окупаційної влади з іншими українськими політиками. Ця активність німців не пройшла повз уваги керівництва УЦР та тодішнього прем'єр-міністра УНР Всеволода Голубовича. Останній, прагнучи переконати окупаційну владу в своїй готовності до проведення поміркованого урядового курсу, запропонував кільком українським політичним діячам консервативно-ліберального спрямування (у тому числі Євгенові Чикаленку, Володимиру Леонтовичу, Дмитрові Дорошенку) посісти відповідальні міністерські посади в уряді (аналогічна пропозиція — очолити Міністерство закордонних справ УНР — надійшла й Олександру Скоропису-Йолтуховському). Проте всі вони в силу різних причин відмовилися їх прийняти.
Перебуваючи у Києві (до моменту свого від'їзду до Холмщини та Підляшшя для виконання обов'язків губернського комісара), Скоропис-Йолтуховський всіляко сприяв налагодженню контактів між чільними представниками австро-німецьких та українських політичних та ділових кіл. Так, зокрема, за його рекомендацією державний секретар Німеччини Шмідт і відомий німецький економіст, голова Німецько-українського товариства професор Рорбах зустрілися з Євгеном Чикаленком і гуртом українських підприємців та обговорили широке коло політичних та економічних проблем.

### Повернення наХолмщину
За часів Української Держави Гетьмана Павла Скоропадського О. Скоропис-Йолтуховський посів посаду губернського старости Холмщини та Підляшшя. Після оголошення Гетьманом грамоти про федерацію з Росією Олександр Скоропис-Йолтуховський надіслав телеграму міністру внутрішніх справ Української Держави, в якій повідомляв про своє небажання продовжувати службу на цій посаді через незгоду з новим політичним курсом гетьманського уряду та просив підшукати йому заміну. Водночас Скоропис-Йолтуховський погоджувався залишатися на своєму посту до приїзду нового старости. «Тимчасово виконуючим обов'язки» він залишався недовго — вже через кілька днів його арештовано польською владою у Бересті.

### Чільний діячгетьманського руху

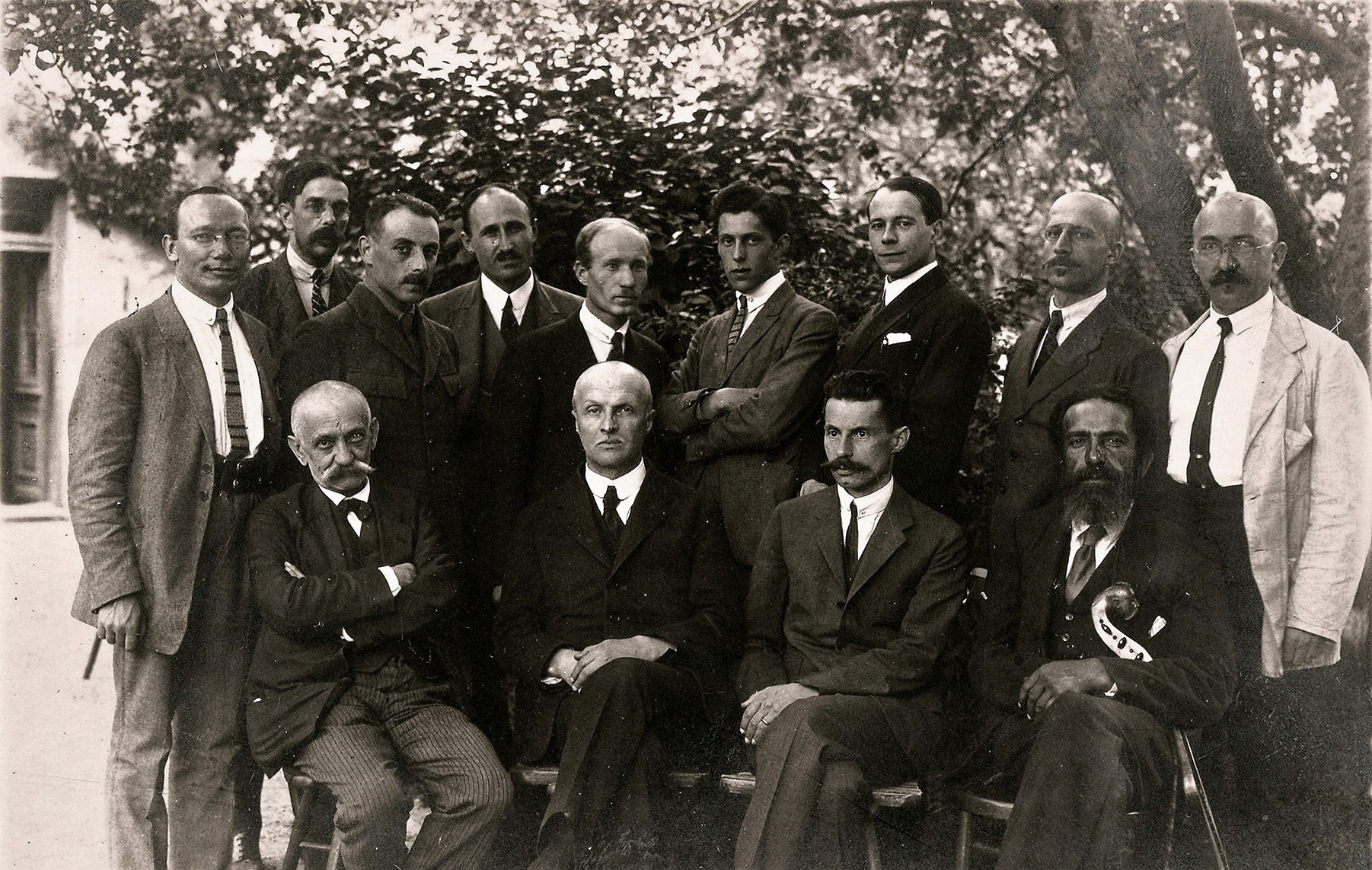
Учасники установчого з'їзду Українського союзу хліборобів-державників, Рейхенау, 4—8 червня 1922 року. Зліва направо сидять: Іван Леонтович, гетьман Павло Скоропадський, В'ячеслав Липинський, Людвіг Сідлецький; стоять Михайло Тимофіїв, Микола Кочубей, Адам Монтрезор, Андрій Білопольський, Михайло Савур-Ципріянович, Ігор Лоський, Володимир Залозецький, Сергій Шемет, Олександр Скоропис-Йолтуховський.

Ванзее, 1923 рік. Зліва направо: Олександр Скоропис-Йолтуховський, В'ячеслав Липинський, Павло Скоропадський, Володимир Коростовець, Сергій Шемет, Олександр Сахно-Устимович

Після свого звільнення з-під варти на початку 1920 року Скоропис-Йолтуховський перебував спочатку в Австрії (пізніше він переїхав до Берліна), де швидко знайшов однодумців — В'ячеслава Липинського, Дмитра Дорошенка, Сергія Шемета, які й утворили ініціативну групу Українського союзу хліборобів-державників. У тому ж році спільними зусиллями цих діячів видано перше число свого органу — неперіодичного видання «Хліборобська Україна», яке стало рупором гетьманського руху в еміграції. У 1921 році на шпальтах цього видання були, зокрема, опубліковані спомини О. Скорописа-Йолтуховського, в яких він намагався окреслити здобутки Союзу Визволеня України в справі політичного освідомлення та національно-патріотичного виховання полонених вояків-українців у таборах Німеччини та Австро-Угорщини.

### СтворенняУСХД
29 грудня 1920 року Олександр Скоропис-Йолтуховський присутній на зборах ініціативної групи, під час яких приймається рішення про офіційне створення Українського союзу хліборобів-державників (УСХД) — організації, яка визначила метою своєї діяльності відновлення незалежної суверенної української держави у формі трудової монархії на чолі з дідичним гетьманом, визнаним усіма класами. Скоропис-Йолтуховський активно працював над виробленням програмових документів УСХД — Статуту і Регламенту. Тоді ж він увійшов до складу керівного осередку організації — Ради Присяжних та Центральної Управи, а його підпис присутній під усіма першими закликами УСХД та запрошеннями до вступу в організацію. Зокрема, його підпис стоїть під одним із перших документів організації — угоді Гетьмана Павла Скоропадського з УСХД (Берлін, 8 травня 1920 року), у якому обґрунтовується доцільність встановлення монархічної влади в Україні, а також під «Листом Українського Союзу Хліборобів-Державників до старшин і козаків Української Армії», у якому в популярній формі викладалися програмові засади діяльності організації.

### Життя у Берліні

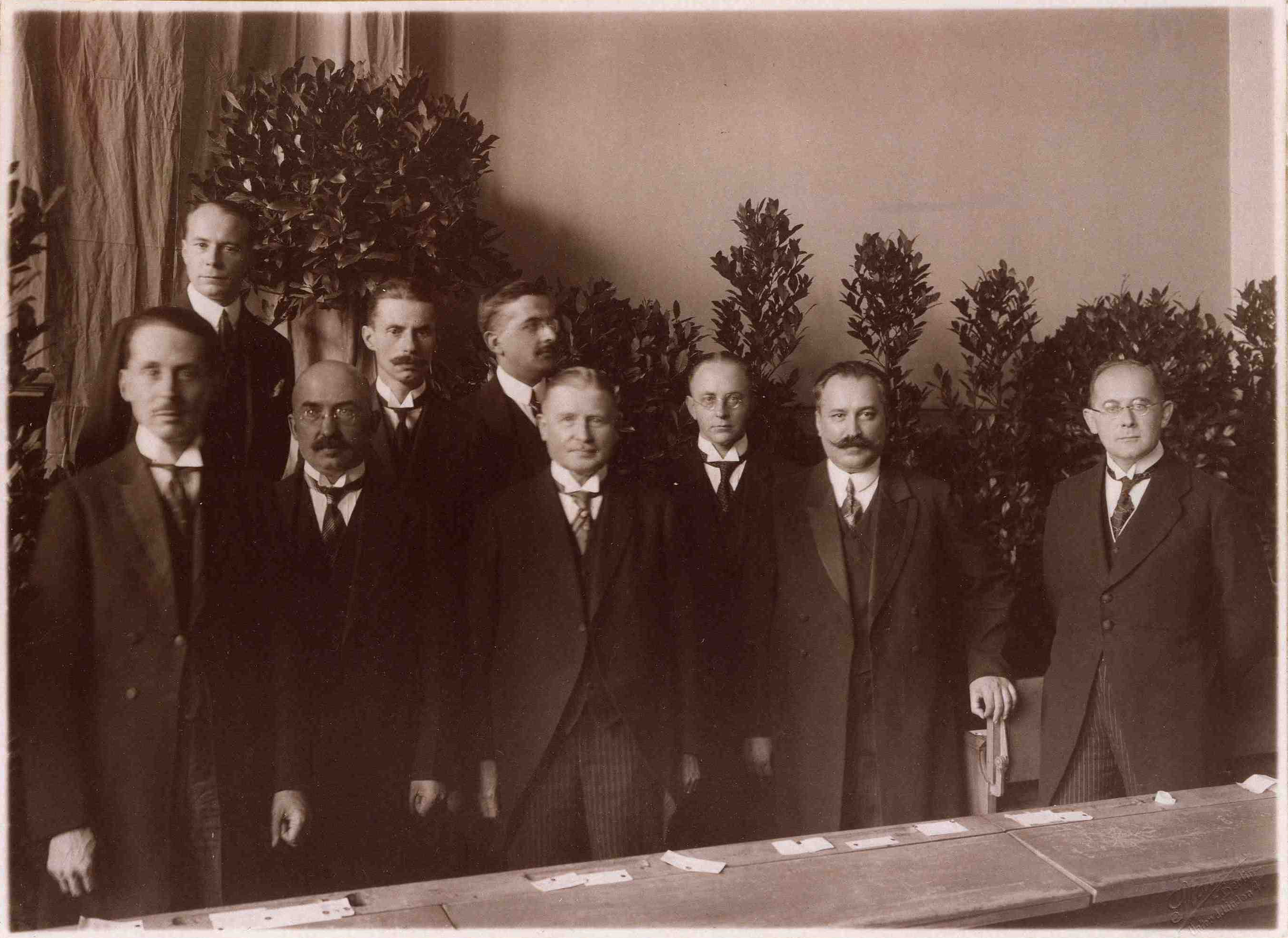
Члени-засновники та професори Українського наукового інституту в Берліні. 1-й ряд (зліва направо): Володимир Коростовець, Олександр Скоропис-Йолтуховський, ген. Вільгельм Ґренер, Васмерг, Дмитро Дорошенко, Келлєр; 2-й ряд: Володимир Залозецький-Сас, В'ячеслав Липинський, Іван Мірчук, 1927 рік

У першій половині 1920-х рр. О. Скоропис-Йолтуховський разом із Сергієм Шеметом провадили всю організаційну роботу гетьманського осередку в Берліні, отримуючи відповідні вказівки В'ячеслава Липинського. Звертаючись до Скорописа-Йолтуховського, голова УСХД у своєму листі (від 12 грудня 1922 року) закликав його до планомірної діяльності із творення тривкої суспільно-організаційної сили, яку можна виробити на основі відповідальної політичної думки. Неодноразово Липинський звертався до Скорописа-Йолтуховського і з довірочними листами — особливо тоді, коли через хворобу почав погіршуватися його фізичний стан. Так, зокрема, у своєму листі від 18 липня 1925 року він писав Скорописові-Йолтуховському наступне: «Я тепер від хвороби і перемучення став писати так, що дуже трудно мене читати» і перепрошував останнього за те, що він часом змушений диктувати свої листи для їх запису в машинописному вигляді. Усвідомлюючи, що в міру загострення хвороби його реакція на деякі речі все більше ставала вибуховою і нервовою, В'ячеслав Липинський у своєму листі від 3 серпня 1929 року знову звертається до Скорописа-Йолтуховського з проханням не зважати на це: «Останніми часами довелося мені пережити стільки тяжких і прикрих речей, що нерви мої, навіть приголомшені лікарствами, не дають себе опанувати».
У цей час Скоропис-Йолтуховський заробляв собі на життя тим, що працював звичайним клерком у одному з німецьких банків. Це, звичайно, створювало можливості для більш-менш нормального його існування в Німеччині, проте обмаль для гідного проживання сім'ї в цій країні та забезпечення майбутнього сина Олександра. Проте попри всі труднощі емігрантського життя, Олександр Скоропис-Йолтуховський не вагаючись взяв діяльну участь у практичній реалізації ще одного проекту гетьманців. Коли у 1926 році з ініціативи Павла Скоропадського у Берліні засновано Український Науковий Інститут (УНІ), Скоропис-Йолтуховський прийняв пропозицію Гетьмана стати заступником куратора УНІ генерала В. Ґренера. Маючи багатий досвід спілкування з низкою чільних німецьких політиків, Скоропис-Йолтуховський у стані забезпечити реалізацію основного завдання УНІ — поширення відомостей про Україну, дослідження взаємин України з західними країнами, зокрема, Німеччиною, і допомога українським студентам і науковцям у дослідницькій праці.
Також, наполегливо шукаючи можливості для поповнення коштів гетьманської організації, Олександр Скоропис-Йолтуховський разом з С. Томашівським та Павлом Скоропадським засновує комерційне видавниче товариство «Ратай».

### Розкол гетьманців
10 серпня 1927 року — після розформування Центральної управи Об'єднаних Українських Хліборобських Організацій — Олександр Скоропис-Йолтуховський увійшов до складу новосформованої Гетьманської управи, яка виступила її правонаступницею. У 1929 році в процесі конфлікту голови УСХД з Гетьманом О. Скоропис-Йолтуховський під впливом Сергія Шемета переходить в опозицію до В'ячеслава Липинського та Миколи Кочубея, причому протистояння набуває незворотного характеру. Скоропис-Йолтуховський беззастережно приймає бік Павла Скоропадського та бере активну участь у полеміці з Липинським. На початку травня 1930 року він у числі інших чільних гетьманців (С. Шемета, Л. Сідлецького, Є. Томашівського, І. Лоського і А. Монтрезора) підписує відкритий лист до В'ячеслава Липинського, який опубліковано в газеті «Діло». У жовтні 1930 року він разом із Й. Мельником, А. Монтрезором і Л. Сідлецьким готує та публікує відповідь на комунікат Липинського «Розкол серед гетьманців (Лист до Редакції)», який також уміщений у газеті «Діло».
Ця та інші відповіді мали гостру полемічну форму та зміст, зокрема в одній із них (лист Скорописа-Йолтуховського — Мельника «від Гетьманської Управи») В'ячеславу Липинському пропонували «признати себе зламаним духовно і залишити всяку публічну діяльність», що надзвичайно прикро вразило голову присяжних УСХД. Олександр Скоропис-Йолтуховський вдався і до деяких інших некоректних кроків (зокрема, за словами Липинського, він заявив йому, що не читав і не має часу читати його «Листи до братів-хліборобів»), що очевидно свідомою неправдою і говорилося у полемічному запалі. У відповідь Липинський закидав Скоропису-Йолтуховському відсутність «політичного такту і політичної чесності» та звинуватив останнього у «неморальності».
Прізвище Скорописа-Йолтуховського (як члена Ради присяжних УСХД) фігурує у цих документах на першому місці, що не є випадковим. Відтоді й до 1945 року він залишався одним із найближчих дорадників Гетьмана Павла Скоропадського, беззастережно обстоюючи ідею його верховенства в організованому гетьманському русі та взявши на себе тягар здійснення непопулярних кроків щодо колишніх політичних однодумців. Також Олександр Скоропис-Йолтуховський виступив одним з архітекторів нової гетьманської структури (після ліквідації Липинським УСХД), яка постала після проведення першого з'їзду гетьманців у липні 1930 року (СГД).

### Переговори зОУН
Невпинне зростання впливів ОУН на початку 1930-х рр. змусило гетьманців переглянути своє ставлення до організованого українського націоналістичного руху. За дорученням Павла Скоропадського вжито заходів для встановлення політичних контактів з ОУН і навіть проведені переговори між О. Батем і заступником Голови Проводу українських націоналістів (ПУН) Миколою Сціборським. Слід зауважити, що починаючи ці переговори, обидві сторони розуміли їх безперспективність через принципові розбіжності світоглядного характеру та відмінності у програмних постулатах цих політичних організацій.
Тим не менш, 28 липня 1930 року Олександр Скоропис-Йолтуховський звертається з розлогим листом до секретаря ПУН, у якому викладає погляди гетьманців на стосунки з ОУН. Він відзначає, що Гетьманська управа може погодитися на спільні дії з ОУН лише в контексті репрезентації української національної ідеї перед чужинцями на міжнародній арені. Водночас він наголошував на малоймовірності співдії двох сил через принципову розбіжність їх тактичних і стратегічних завдань. На його думку — відроджену Українську Державу мав неодмінно очолити Гетьман-Монарх із роду Скоропадських, на що, зрозуміло, не міг погодитися провід ОУН.

## Участь у інших організаціях та останні роки життя
У лютому 1921 року Олександр Скоропис-Йолтуховський (разом із прихильниками) засновує «Відділ Українського Червоного Хреста в Німеччині» та стає членом його управи. 8 березня відбувається реорганізація цього осередку у спеціальний «Відділ Українського Червоного Хреста для допомоги українським полоненим», який надавав різнорідну гуманітарну допомогу тим колишнім полоненим українцям, які до того часу з різних причин продовжували перебувати на теренах Німеччини у статусі інтернованих.
Не уникав Скоропис-Йолтуховський брати участь у громадських форумах української еміграції — у 1921 році він приєднався до віденського Всеукраїнського національного державного союзу, ставши його активним членом. Цей крок Скорописа-Йолтуховського обумовлений його несприйняттям політики екзильного Державного центру УНР, і насамперед Голови Директорії та Головного Отамана Військ УНР Симона Петлюри. Позицію Скорописа-Йолтуховського може, до певної міри, прояснити його лист до Д. Олянчина від 14 травня 1921 року:
«Як знаєте може, належу до гуртка осіб, що поставили собі метою принаймні самих себе організувати, яко „кадр організаторів“ хліборобського нашого класу. А Ви знаєте, що власне із-за неорганізованості нашого найчисельнішого й найздоровішого класу й переживаємо ми цю руїну, бо неорганізований хлібороб йшов на ласу приманку всякої соціалістичної демагогії, якою лише руйнувати можна».
Загалом, протягом 1930-х рр. Олександр Скоропис-Йолтуховський продовжував провадити активну громадську та наукову діяльність та залишався на керівних посадах у гетьманському русі (як член президії Гетьманської ради) до 1945 року, коли арештований радянською військовою контррозвідкою та вивезений до СРСР. Помер Скоропис-Йолтуховський у 1946 році на засланні у Темниківському таборі (Мордовія).

## Твори
- «На переломі» (1905 р.)
- «Значіння самостійної України для європейської рівноваги» (1913 р.)
- «Скоропис-Йолтуховський О. Значіннє самостійної України для європейської рівноваги. Відень, 1916» [Архівовано 15 квітня 2016 у Wayback Machine.]
- «Мої злочини» («Хліборобська Україна», 1920—1922 рр.)